# Canton de Bessines-sur-Gartempe
Le canton de Bessines-sur-Gartempe est une ancienne division administrative française située dans le département de la Haute-Vienne et la région Nouvelle-Aquitaine. À la suite du redécoupage cantonal de 2014, le canton est fondu dans celui d'Ambazac.

## Géographie
Ce canton était organisé autour de Bessines-sur-Gartempe dans l'arrondissement de Bellac. Son altitude variait de 250 m (Bessines-sur-Gartempe) à 576 m (Razès) pour une altitude moyenne de 347 m.

## Représentation

### Conseillers généraux de 1833 à 2015
| Période       | Période      | Identité                                      | Étiquette   | Qualité |
| ------------- | ------------ | --------------------------------------------- | ----------- | --- |
| 1833          | 1842         | Jérôme Adrien Hippolyte Desmarais (1781-1863) |             | Propriétaire du château de Chambon, maire de Bersac                                                                                                 |
| 1842          | 1865         | Gaspard Gustave Adolphe Saignat               |             | Avocat, notaire, juge de paix à Tulle puis juge à Brive Propriétaire à Bessines                                                                     |
| 1865          | 1893 (décès) | Jean Frédéric Alphonse Duchâteau              |             | Docteur en médecine et propriétaire - Maire de Bessines                                                                                             |
| 1893          | 1910 (décès) | François Decrossas                            | Républicain | Docteur en médecine - Maire de Razès |
| 1910          | 1913         | Hippolyte Dony                                | Rad.        | Négociant - Maire de Bessines |
| 1913          | 1937         | Jean-Baptiste Betout                          | Rad.        | Négociant Maire de Bessines-sur-Gartempe (1912-1941)                                                                                                |
| 1937          | 1940         | Georges Tessier                               | SFIO        | Député (1936-1940) Directeur d'école à Bessines-sur-Gartempe                                                                                        |
|               |              |                                               |             | |
| 1942          | 1945         | Jules Lauraine (1893-1970)                    |             | Clerc de notaire Maire de Bessines-sur-Gartempe Nommé conseiller départemental en 1942                                                              |
|               |              |                                               |             | |
| 1945          | 1946 (décès) | Adrien Tixier                                 | SFIO        | Professeur Ministre de l'Intérieur Président du Conseil Général (1945-1946)                                                                         |
| 14 avril 1946 | 1951         | Maurice Lapéras                               | PCF         | Maire de Saint-Pardoux (1940-1983) |
| 1951          | 1970         | Pierre Duditlieu (1884-1977)                  | SFIO        | Comptable, négociant Maire de Bessines-sur-Gartempe                                                                                                 |
| 1970          | 1976         | Maurice Lapéras (1900-1994)                   | PCF         | Employé de bureau Maire de Saint-Pardoux |
| 1976          | 2015         | Bernard Brouille                              | PS          | Garagiste Maire de Bessines-sur-Gartempe (1977-2008) Premier Vice-Président du Conseil Général Suppléant de la députée Marie-Françoise Pérol-Dumont |

### Conseillers d'arrondissement (de 1833 à 1940)
| Période                                  | Période      | Identité            | Étiquette          | Qualité |
| ---------------------------------------- | ------------ | ------------------- | ------------------ | --- |
| 1833                                     | 1848         | Charles Moreau      |                    | Maitre de poste, maire de Morterolles                                                                       |
|                                          |              |                     |                    | |
| 1898                                     |              | Jean-Baptiste Petit | Radical            | Maire de Morterolles                                                                                        |
|                                          |              |                     |                    | |
| 1919                                     | 1927 (décès) | François Certhoux   | Radical            | Adjoint au maire de Bessines-sur-Gartempe                                                                   |
| 28 août 1927                             | 1928         | Émile Sylvestre     | SFIO               | Adjoint au maire de Razès                                                                                   |
| 1928                                     | 1940         | Jacques Meillaud    | Républicain modéré | Adjoint au maire de Bessines-sur-Gartempe                                                                   |
| 1940                                     |              |                     |                    | Les conseils d'arrondissement ont été suspendus par la loi du 12 octobre 1940 et n'ont jamais été réactivés |
| Les données manquantes sont à compléter. |              |                     |                    | |

## Composition
Le canton de Bessines-sur-Gartempe groupe 5 communes et compte 5 508 habitants au recensement de 2010.
| Communes              | Population (2012) | Code postal | Code Insee |
| --------------------- | ----------------- | ----------- | ---------- |
| Bessines-sur-Gartempe | 2 818             | 87250       | 87014      |
| Folles                | 524               | 87250       | 87067      |
| Fromental             | 518               | 87250       | 87068      |
| Razès                 | 1 108             | 87640       | 87122      |
| Saint-Pardoux         | 540               | 87250       | 87173      |

## Démographie
| 1962  | 1968  | 1975  | 1982  | 1990  | 1999  | 2006  | 2010  |
| ----- | ----- | ----- | ----- | ----- | ----- | ----- | ----- |
| 6 284 | 6 702 | 5 751 | 5 543 | 5 512 | 5 165 | 5 556 | 5 508 |